# Erika Geréd
Erika Geréd, uneori scris ca Erika Gered, (n. 1999, Harghita, România) este o fotbalistă română de etnie maghiară care joacă ca mijlocaș la Vasas Femina FC și evoluează la naționala feminină a României.